# Amalda otohime
Amalda otohime is een slakkensoort uit de familie van de Olividae. De wetenschappelijke naam van de soort is voor het eerst geldig gepubliceerd in 1993 door Majima, Tsuchida & Oshima.